# Luis Ranque Franque
Luis Ranque Franque (1925-2007) était le premier président du FLEC (Front pour la Libération de l'enclave de Cabinda en Angola).

## Histoire
Luis Ranque Franque était un politicien cabindais doté d'une vision indépendantiste. 
Dans une perspective de libération de leurs populations, les Cabindais s’étaient organisés au sein du Mouvement de Libération de l’Enclave du Cabinda (MLEC) dirigé par Luis de Gonzaga Ranque Franque, du Comité d’Action d’Union Nationale Cabindais (CAUNC) dirigé par Nzita Henriques Tiago et de l’Alliance du Mayombe (ALLIAMA) de Antonio Nzau dit "Sozinho" 4. Pour mieux intensifier leurs actions, les trois mouvements fusionnèrent lors du 1er Congrès de Pointe-Noire (Congo/Brazzaville) des 2, 3 et 4 août 1963 pour donner naissance au Front de Libération de l’État du Cabinda (FLEC). dont Luis Ranque Franque avait été élu président par les congressistes et Henriques Tiago Nzita vice president.
Le 1er août 1975, lors du sommet de l'Organisation de l'unité africaine où était abordée la question angolaise, il proclama à Kampala (Ouganda) l'indépendance de « la République de Cabinda ».
En 1983, il s'exila au Canada à la suite des conflits politiques occasionnés par la guerre au Cabinda. En 2001, il est invité par le président de la République d'Angola, José Eduardo dos Santos, à participer à des démarches concernant le statut d'autonomie de la province du Cabinda. 
Il s'est éteint le 25 septembre 2007.